# GP Miguel Indurain 2022
68. ročník jednodenního cyklistického závodu GP Miguel Indurain se konal 2. dubna 2022 ve španělském městě Estella a jeho okolí. Vítězem se stal Francouz Warren Barguil z týmu Arkéa–Samsic. Na druhém a třetím místě se umístili Rus Alexandr Vlasov (Bora–Hansgrohe) a Australan Simon Clarke (Israel–Premier Tech). Závod byl součástí UCI ProSeries 2022 na úrovni 1.Pro.

## Týmy
Závodu se zúčastnilo 10 z 18 UCI WorldTeamů, 9 UCI ProTeamů a 2 UCI Continental týmy. Každý tým přijel se sedmi závodníky kromě týmů Astana Qazaqstan Team, Bora–Hansgrohe, Cofidis, Israel–Premier Tech, Trek–Segafredo, UAE Team Emirates a Glassdrive–Q8–Anicolor s šesti jezdci a týmu Human Powered Health s pěti jezdci. 2 závodníci neodstartovali, na start se tak postavilo 136 jezdců. Do cíle v Estelle dojelo 106 z nich.
UCI WorldTeamy
- AG2R Citroën Team
- Astana Qazaqstan Team
- Bora–Hansgrohe
- Cofidis
- Israel–Premier Tech
- Lotto–Soudal
- Movistar Team
- Team Bahrain Victorious
- Trek–Segafredo
- UAE Team Emirates

UCI ProTeamy
- Arkéa–Samsic
- Burgos BH
- Caja Rural–Seguros RGA
- Eolo–Kometa
- Equipo Kern Pharma
- Euskaltel–Euskadi
- Human Powered Health
- Team Novo Nordisk
- Team TotalEnergies

UCI ProTeamy
- Glassdrive–Q8–Anicolor
- Manuela Fundación

## Výsledky
| Pořadí | Jezdec                    | Tým                 | Čas        |
| ------ | ------------------------- | ------------------- | ---------- |
| 1      | Warren Barguil (FRA)      | Arkéa–Samsic        | 4h 57' 49" |
| 2      | Alexandr Vlasov           | Bora–Hansgrohe      | + 0"       |
| 3      | Simon Clarke (AUS)        | Israel–Premier Tech | + 0"       |
| 4      | Alexis Vuillermoz (FRA)   | Team TotalEnergies  | + 0"       |
| 5      | Andrea Vendrame (ITA)     | AG2R Citroën Team   | + 0"       |
| 6      | Pierre Latour (FRA)       | Team TotalEnergies  | + 0"       |
| 7      | Jon Izagirre (ESP)        | Cofidis             | + 0"       |
| 8      | Marc Hirschi (SUI)        | UAE Team Emirates   | + 0"       |
| 9      | Clément Champoussin (FRA) | AG2R Citroën Team   | + 0"       |
| 10     | Gorka Izagirre (ESP)      | Movistar Team       | + 0"       |